# Musée de la photographie de Reykjavík
Le musée de la photographie de Reykjavík (en islandais Ljósmyndasafn Reykjavíkur [ˈljouːsˌmɪntaˌsapn ˈreiːcaˌviːkʏr̥]) est un musée photographique situé à Reykjavik. Il conserve environ cinq millions de photographies réalisées par des photographes professionnels et amateurs depuis 1870 environ.

## Histoire
Le musée est créé en 1981 à partir d'une collection privée sous le nom de Ljósmyndasafnið hf ; il devient municipal en 1987 et prend le nom en Musée de la photographie de Reykjavík en 1987, lorsque la ville de Reykjavík reprend ses activités. Il est installé en 2000 à Tryggvagata dans le même bâtiment que la bibliothèque municipale de Reykjavik.

## Expositions
- 2001 : Henri Cartier-Bresson – Paris[2].
- 2002 : Mary Ellen Mark – American Odyssey.
- 2002 : Viggo Mortensen – Skovbo[3].
- 2010 : André Kertész – Ma France.
- 2011 : Marc Riboud – 50 years of photography[4].
- 2014 : Ragnar Axelsson – Mirror of Life.
- 2017 : Thomas Kellner – Black and White.

## Galerie

Photographies des années 1910
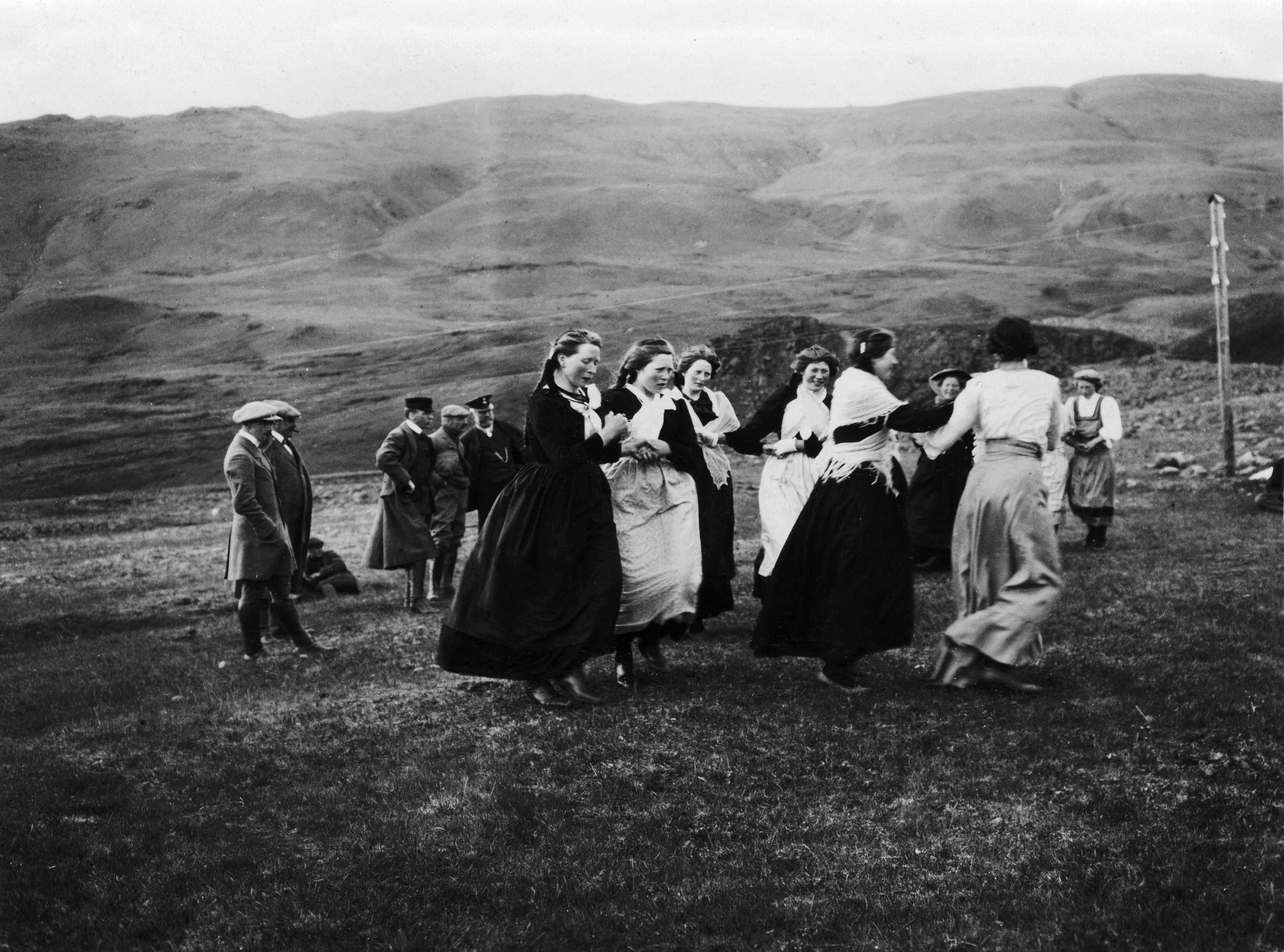
Femmes dansant dans les prairies du mont Esja, près de Kollafjörður.
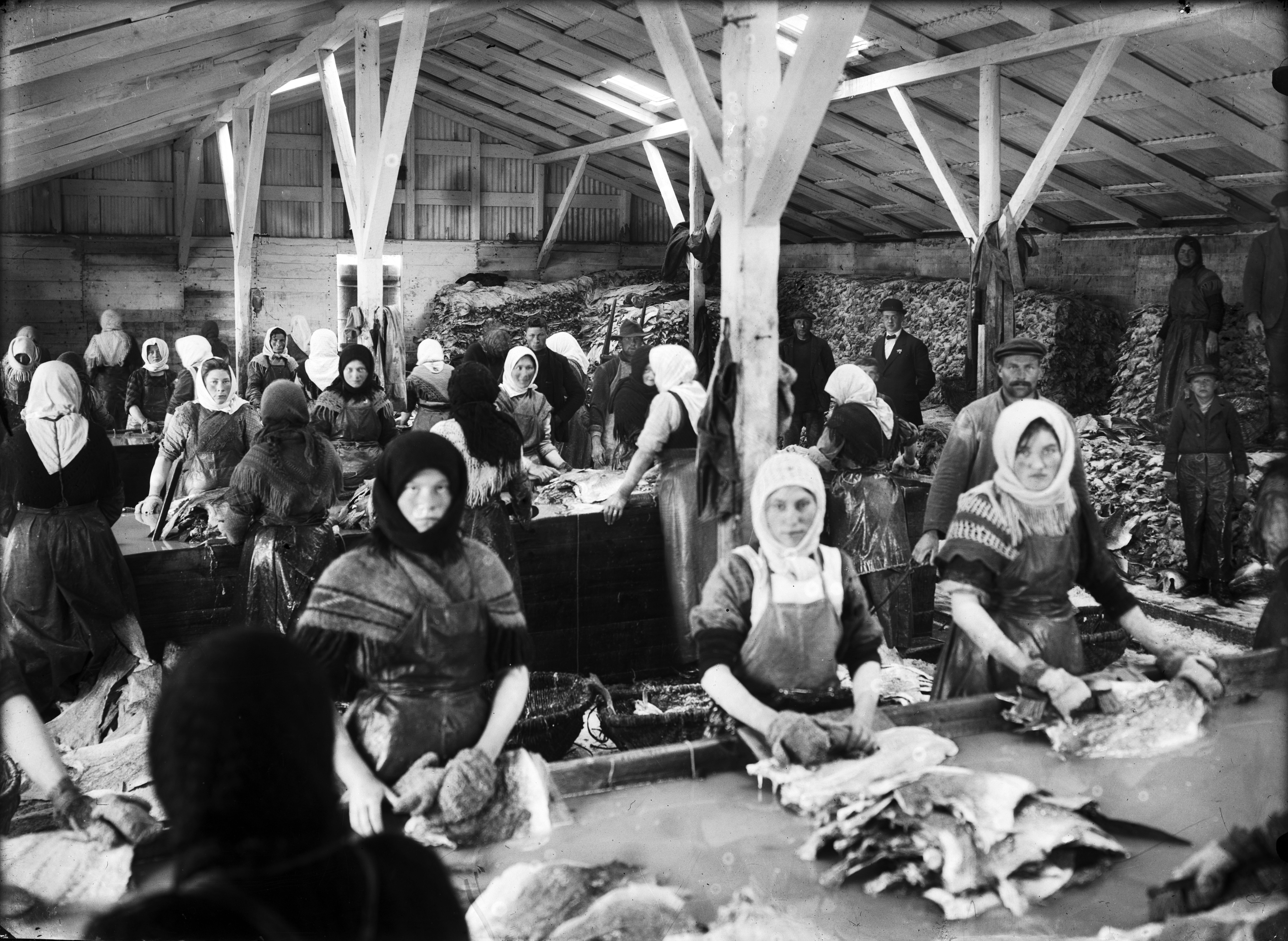
Femmes travaillant dans une usine de traitement du poisson.
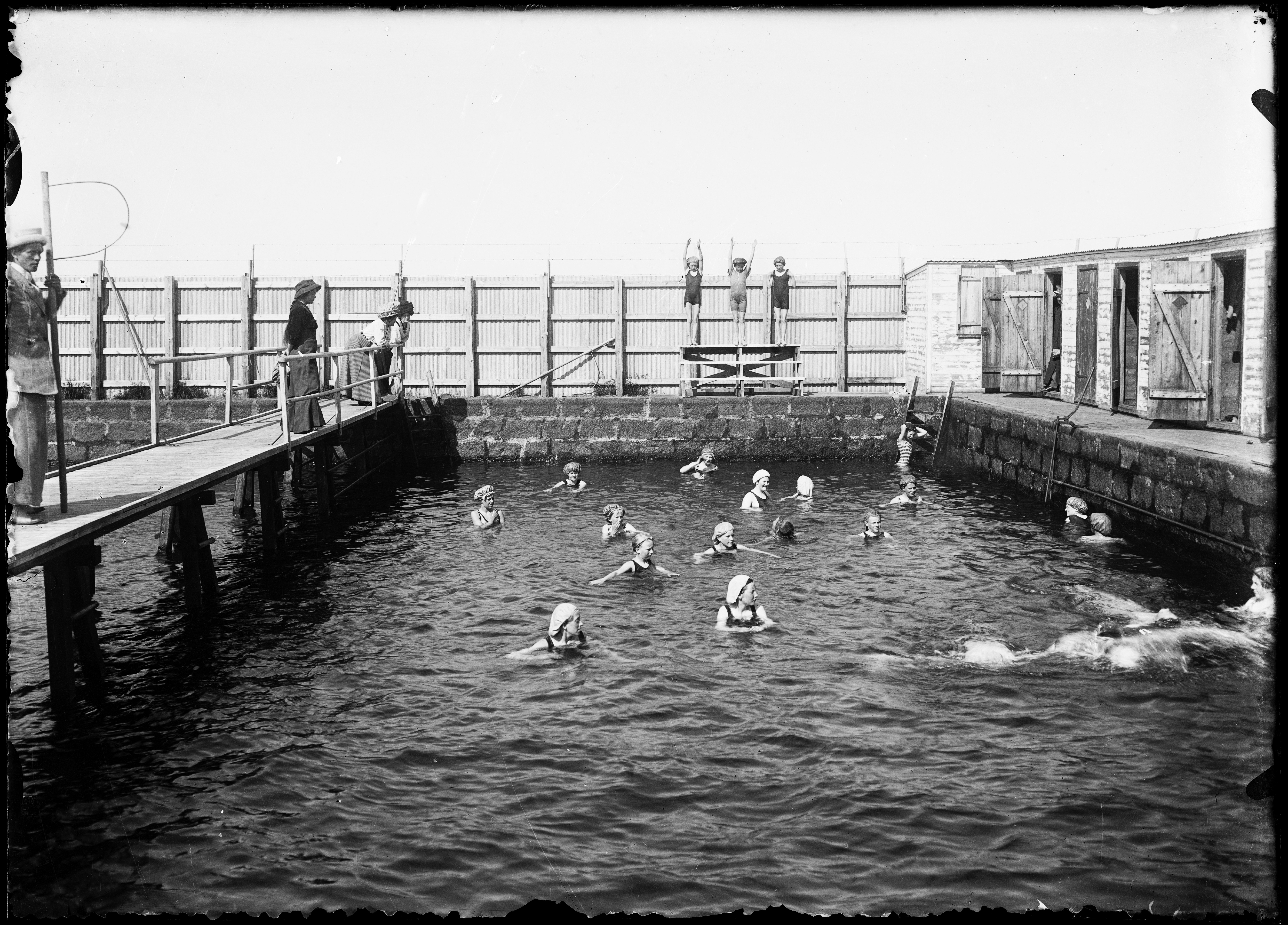
Femmes apprenant à nager à Laugardalur